# Ochicanthon dytiscoides
Ochicanthon dytiscoides là một loài bọ cánh cứng trong họ Bọ hung (Scarabaeidae).